# Гамильтон, Джеймс, 2-й маркиз Гамильтон
Джеймс Гамильтон (1589 — 2 марта 1625) — шотландский аристократ, лорд Авен (1599—1604), 2-й маркиз Гамильтон (1604—1625), лорд Абербротвик (1608—1625), 4-й граф Арран (1609—1625), 1-й граф Кембридж (1619—1625), лорд-стюард королевского двора (1623—1625).

## Биография
Сын Джона Гамильтона (ок. 1535 — 1604), 1-го маркиза Гамильтона (1599—1604), и Маргарет Лайон (? — 1625), вдовы Гилберта Кеннеди (ок. 1541 — 1576), 4-го графа Кассиллиса, дочери Джона Лайона, 7-го лорда Глэмиса.
В апреле 1604 года после смерти своего отца Джеймс Гамильтон унаследовал отцовские титулы и поместья.
В марте 1609 года после смерти своего бездетного дяди Джеймса Гамильтона, 3-го графа Аррана, Джеймс Гамильтон унаследовал титул графа Аррана.
Он переехал в Англию вместе с королём Яковом VI Стюартом, вкладывал деньги в Лондонскую компанию, скупал акции Люси Харрингтон, графини Бедфорд. Один из девяти округов Бермудских островов был назван в его честь.

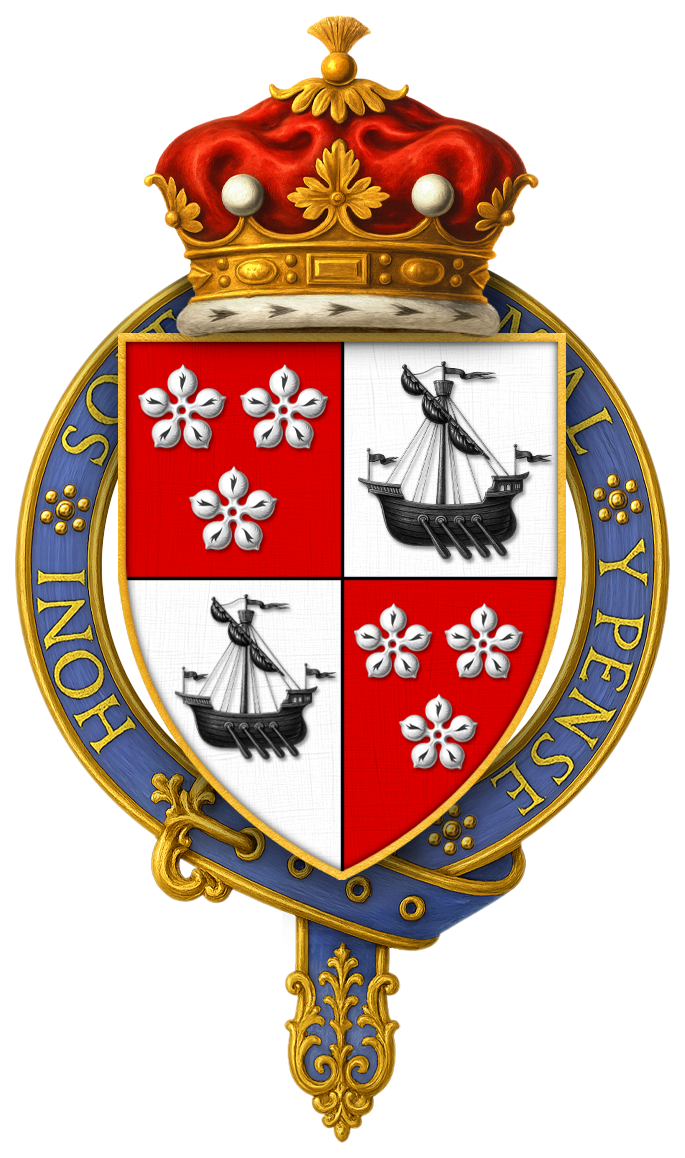
Герб сэра Джеймса Гамильтона, 2-го маркиза Гамильтона

16 июня 1619 года Джеймс Гамильтон получил титулы графа Кембриджа и барона Иннердейла, став пэром Англии. В 1621 году он был лордом-верховным комиссаром в парламенте Шотландии. В 1623—1625 годах — лорд-стюард королевского двора. В 1623 году удостоен ордена Подвязки.
Джеймс Гамильтон скончался 2 марта 1625 года в Уайтхолле (Лондон) от лихорадки. Он был похоронен в семейном мавзолее в Гамильтоне 2 сентября того же года.

## Семья и дети
В 1603 году женился на леди Энн Каннингем (ум. 1646), дочери Джеймса Каннингема (1552—1630), 7-го графа Гленкерна (1580—1630), и Маргарет Кэмпбелл (? — 1610). Дети:
- леди Анна Гамильтон, муж — Хью Монтгомери (1613—1669), 7-й граф Эглинтон (1661—1669)
- леди Маргарет Гамильтон, муж — Джон Линсей (1611—1678), 17-й граф Кроуфорд (1633—1678)
- леди Мэри Гамильтон (? — 1633), муж — Джеймс Дуглас (1622—1671), 2-й граф Куинсберри
- Джеймс Гамильтон (1606—1649), 1-й герцог Гамильтон
- Уильям Гамильтон (1616—1651), 2-й герцог Гамильтон

Он также имел внебрачную дочь Маргарет (1625—1695) от связи с Энн Стюарт (? — 1669), дочерью Уолтера Стюарта (до 1565 — 1617), 1-го лорда Блантайр. Маргарет стала женой Джона Гамильтона (до 1624 — 1679), 1-го лорда Белвехена и Стентона.